# (1075) Helina
(1075) Helina est un astéroïde de la ceinture principale découvert le 29 septembre 1926 par l'astronome russe Grigoriy Neujmin qui le nomma d'après le prénom de son fils Helij.

Sa désignation provisoire était 1926 SC.